# Jonathan Allen
(en) Statistiques sur pro-football-reference
Jonathan Allen, né le 16 janvier 1995 à Leesburg en Virginie (États-Unis), est un sportif professionnel américain de football américain jouant au poste de defensive end dans la National Football League (NFL) depuis la saison 2017, et pour la franchise des Vikings du Minnesota dès 2025.
Au niveau universitaire, il a joué pour le Crimson Tide de l'université de l'Alabama pendant quatre saisons dans la NCAA Division I FBS, y remportant le titre national au terme de la saison 2015. Il collectionne les trophées en 2016, se voyant décerné le Bronko Nagurski Trophy, le Chuck Bednarik Award, le Ted Hendricks Award et le Lombardi Award tout en étant désigné à l'unanimité joueur All-American à l'unanimité et meilleur joueur défensif de la conférence SEC.
Sélectionné en dix-septième position lors du premier tour de la draft 2017 de la NFL par la franchise des Redskins de Washington, où il reste huit saisons avant de rejoindre les Vikings du Minnesota début 2025.

## Statistiques
| Année              | Équipe                   | MJ  |                 | Plaquages       | Plaquages       | Plaquages       | Plaquages       |                 | Interceptions   | Interceptions   | Interceptions | Interceptions |  | Fumbles | Fumbles |
| Année              | Équipe                   | MJ  | Total           | Seul            | Ast.            | Sacks           | Nb.             | Yards           | Déf.            | TD              | Nb.           | Rec.          |  |         |         |
| 2017               | Redskins de Washington   | 05  | 10              | 03              | 07              | 1,0             | 0               | 0               | 0               | 0               | 0             | 0             |  |         |         |
| 2018               | Redskins de Washington   | 16  | 61              | 35              | 26              | 8,0             | 0               | 0               | 0               | 0               | 0             | 0             |  |         |         |
| 2019               | Redskins de Washington   | 15  | 68              | 46              | 22              | 6,0             | 0               | 0               | 1               | 0               | 0             | 1             |  |         |         |
| 2020               | Washington Football Team | 16  | 63              | 36              | 27              | 2,0             | 0               | 0               | 0               | 0               | 0             | 1             |  |         |         |
| 2021               | Washington Football Team | 17  | 62              | 31              | 31              | 9,0             | 0               | 0               | 0               | 0               | 0             | 0             |  |         |         |
| 2022               | Commanders de Washington | 16  | 65              | 44              | 21              | 7,5             | 1               | 1               | 3               | 0               | 2             | 0             |  |         |         |
| 2023               | Commanders de Washington | 16  | 53              | 30              | 23              | 5,5             | 0               | 0               | 1               | 0               | 0             | 0             |  |         |         |
| 2024               | Commanders de Washington | 8   | 19              | 16              | 3               | 3,0             | 0               | 0               | 0               | 0               | 0             | 0             |  |         |         |
| 2025               | Vikings du Minnesota     | ?   | Saison en cours | Saison en cours | Saison en cours | Saison en cours | Saison en cours | Saison en cours | Saison en cours | Saison en cours | ?             | ?             |  |         |         |
| Totaux en carrière | Totaux en carrière       | 109 | 401             | 241             | 160             | 42,0            | 1               | 1               | 2               | 0               | 2             | 2             |  |         |         |

| Année              | Équipe                   | MJ |       | Plaquages | Plaquages | Plaquages | Plaquages |       | Interceptions | Interceptions | Interceptions | Interceptions |  | Fumbles | Fumbles |
| Année              | Équipe                   | MJ | Total | Seul      | Ast.      | Sacks     | Nb.       | Yards | Déf.          | TD            | Nb.           | Rec.          |  |         |         |
| 2020               | Washington Football Team | 1  | 1     | 0         | 1         | 0,0       | 0         | 0     | 0             | 0             | 0             | 0             |  |         |         |
| 2024               | Commanders de Washington | 3  | 6     | 4         | 2         | 0,0       | 0         | 0     | 0             | 0             | 0             | 0             |  |         |         |
| Totaux en carrière | Totaux en carrière       | 4  | 7     | 4         | 3         | 0,0       | 0         | 0     | 0             | 0             | 0             | 0             |  |         |         |